# Laboratores

I tre stati: religiosi, guerrieri e contadini (British Library: manoscritto Sloane 2435, f.85)

Il nome latino Laboratores venne utilizzato nel Medioevo per designare gli uomini, liberi e non liberi, deputati al lavoro manuale ed alla produzione del sostentamento materiale per le più alte classi sociali dei bellatores (nobiltà guerriera) e degli oratores (clero).

## Inquadramento sociale
Oratores, bellatores e laboratores erano tradizionalmente le tre funzioni nelle quali si dividevano gli individui nella società attorno all'Anno Mille, come ben testimoniato dal vescovo Adalberone di Laon. I primi pregavano per la stabilità e la sicurezza del mondo cristiano, i secondi combattevano, mentre i terzi, attraverso il lavoro manuale, provvedevano al sostentamento di tutta la società. 
(Adalberone di Laon, vescovo, Poeme au roi Robert, 1030)

### Fonti
- Adalberone di Laon (ca. 1030), Poeme au roi Robert.

### Studi
- Duby, Georges (1975), Le origini dell'economia europea: guerrieri e contadini nel Medioevo, Milano, Laterza.
- Duby, Georges (1980), Lo specchio del feudalesimo: sacerdoti, guerrieri e lavoratori, Milano, Laterza.